# 우리, 사랑해도 되나요?
《우리, 사랑해도 되나요?》(영어: The Family Stone)는 미국에서 제작된 토머스 버주카 감독의 2005년 로맨틱 코미디 드라마 영화이다. 다이앤 키턴, 크레이그 T. 넬슨, 더멋 멀로니, 세라 제시카 파커, 루크 윌슨, 클레어 데인스, 레이철 매캐덤스 등이 출연하였고, 마이클 런던 등이 제작에 참여하였다.

## 줄거리
메러디스는 성탄절 연휴를 맞아 남자친구 에버렛의 집을 방문하지만 가족들 환심을 사지 못하고 겉돈다. 불안해진 메러디스는 자신을 옆에서 지지해줄 동생 줄리를 부른다. 하필 에버렛은 줄리에게 빠져들고, 에버렛의 동생 벤은 메러디스를 위로하다가 마음을 주기 시작한다.

## 출연

### 스톤가
- 다이앤 키턴 - 시빌 스톤, 유방암 생존자 역
- 크레이그 T. 넬슨 - 켈리 스톤 역
- 더멋 멀로니 - 에버렛 스톤 역
- 루크 윌슨 - 벤 스톤 역
- 엘리자베스 리서 - 수재나 스톤 역
- 타이론 지오다노 - 새드 스톤, 청각 장애인 게이 역
- 레이철 매캐덤스 - 에이미 스톤 역

### 그 외
- 세라 제시카 파커 - 매러디스 모턴 역
- 클레어 데인스 - 줄리 모턴 역
- 브라이언 J. 화이트 - 패트릭 토머스, 새드의 동거자 역
- 제이미 케일러 - 존 트라우즈데일 역
- 폴 슈나이더 - 브래드 스티븐슨, 에이미가 고등학교 시절 좋아했던 현 응급구조사 역
- 서배너 스테일린 - 엘리자베스 트라우즈데일 역

## 기타 제작진
- 공동 제작: 민디 마린
- 배역: 민디 마린
- 미술: 제인 앤 스튜어트
- 의상: 셰이 컨리프

## 같이 보기
- 크리스마스 영화 목록